# Peruviaanse congresverkiezingen 1992
De Peruviaanse congresverkiezingen in 1992 vonden plaats op 22 november. 
De verkiezingen vonden plaats nadat president Alberto Fujimori op 5 april van dat jaar een zelfcoup had gepleegd, ofwel een staatsgreep tegen zijn eigen regering. Het doel van de verkiezingen was te komen tot een nieuwe grondwet van Peru waardoor de president meer macht kreeg en minder afhankelijk werd van het congres, dat toen nog uit twee kamers bestond. Verder kon de president voortaan herkozen worden, terwijl dat ervoor beperkt was tot één termijn.
Vanaf deze verkiezingen bestond het congres uit een eenkamerstelsel. Tijdens de verkiezingen won Fujimori's partij Verandering 90 met 44 van de 80 zetels. Het congres stelde vervolgens een nieuwe grondwet op die tijdens een referendum in 1993 aan het volk werd voorgelegd en goedgekeurd.

## Uitslag
| Partij                                                            | Stemmen    | %    | Zetels |
| ----------------------------------------------------------------- | ---------- | ---- | ------ |
| Verandering 90                                                    | 3,040,552  | 49,2 | 44     |
| Christelijke Volkspartij                                          | 602,110    | 9,8  | 8      |
| Onafhankelijk Moralisatiefront (Frente Independiente Moralizador) | 437,908    | 7,7  | 7      |
| Vernieuwingsbeweging                                              | 435,414    | 7,1  | 6      |
| Democratisch Linkse Beweging                                      | 338,746    | 5,5  | 4      |
| Democratisch Akkoord                                              | 326,219    | 5,3  | 4      |
| Nationaal Front van Arbeiders en Boeren                           | 237,162    | 3,8  | 3      |
| Agrarisch Volksfront van Peru                                     | 169,303    | 2,7  | 2      |
| Solidariteit en Democratie                                        | 126,189    | 2,0  | 1      |
| Onafhankelijke Agrarische Beweging                                | 105,703    | 1,7  | 1      |
| Ongeldige stemmen                                                 | 1,910,255  | -    | -      |
| Totaal                                                            | 8,086,312  | 100  | 80     |
| Geregistreerde kiezers                                            | 11,339,756 | 71,3 | -      |